# 勐海新园蛛
勐海新园蛛（学名：Neoscona menghaiensis）为园蛛科新园蛛属的动物。在中国大陆，分布于云南等地。该物种的模式产地在云南勐海。